# Џек Паланс
Џек Паланс (енгл. Jack Palance; Латимер, 18. фебруар 1919 — Монтекито, 10. новембар 2006) је био амерички глумац.